# Gdbserver
gdbserver est une commande Unix permettant de déboguer à distance (debug croisé) avec le GNU Debugger.
Il ne requiert que la présence de l'exécutable sur la cible, les fichiers sources restent du côté de la machine hôte utilisé par le développeur (avec tout de même une copie du binaire).

## Principe de fonctionnement
(juillet 2015).
1. gdbserver est lancé sur la cible avec le chemin et le nom de l'exécutable à déboguer, et le numéro de port série, TCP ou UDP sur lequel écouter.
2. gdb est lancé sur l'hôte avec le chemin et le nom de l'exécutable (et des sources) sur l'hôte, l'adresse ip et le numéro de port sur lequel se connecter (ou le port série).

Voici un exemple de commande à exécuter sur la cible (où "hello_world" est le nom de l'exécutable à lancer et "2345" le numéro de port TCP) :
```
gdbserver host:2345 hello_world
```

Côté hôte gdb se lance classiquement
```
gdb hello_world
```

puis nécessite de se connecter à distance
```
target remote 192.168.0.11:2345
```